# HMS 드레드노트 (S101)
HMS 드레드노트 (S101)는 영국 최초의 핵잠수함(SSN)이다. 배수량 3500톤급으로서, 미국 웨스팅하우스사의 원자로를 수입하여 사용했다. 1959년 6월 12일 기공하여 1960년 10월 21일 진수했으며, 1963년 4월 17일 취역했다.

## 역사
1958년 미영 상호방위조약으로 미국의 핵잠수함 원자로를 기술이전 받았다. 시험용 원자로를 불칸 해군 원자로 시험 시설에 설치했다. 60 MWt 열출력이었다.

## 대한민국
영국 최초의 핵잠수함 드레드노트는 도산안창호급 잠수함과 비슷한 크기이다. 드레드노트는 열출력 78 MWt 웨스팅하우스 S5W 원자로 1기를 사용하며, 한국은 도산안창호급에 열출력 65 MWt SMART-P 원자로 1기를 장착하려고 했다.
영국은 미제 웨스팅하우스 S5W 원자로와 동일한 출력인 롤스 로이스 PWR1 원자로를 개발해서 다음 핵잠수함인 발리언트급 잠수함 1번함부터 사용했다.

## 같이 보기
- 드레드노트
- SMART-P
- 루비급 잠수함 - 프랑스판 노틸러스호. 어뢰관만 장착했고, 배수량도 비슷하다.
- SSN-571 노틸러스 - 세계 최초의 원자력 추진 잠수함.
- 노벰버급 잠수함 - 소련 최초의 원자력 추진 잠수함.